# Município de Plymouth (condado de Ashtabula, Ohio)
O município de Plymouth (em inglês: Plymouth Township) é um município localizado no condado de Ashtabula no estado estadounidense de Ohio. No ano de 2010 tinha uma população de 1.981 habitantes e uma densidade populacional de 34,22 pessoas por km².

## Geografia
O município de Plymouth encontra-se localizado nas coordenadas 41° 49′ 14″ N, 80° 45′ 13″ O. Segundo a Departamento do Censo dos Estados Unidos, o município tem uma superfície total de 57.9 km², da qual 57,73 km² correspondem a terra firme e (0,29 %) 0,17 km² é água.

## Demografia
Segundo o censo de 2010, tinha 1.981 habitantes residindo no município de Plymouth. A densidade populacional era de 34,22 hab./km². Dos 1.981 habitantes, o município de Plymouth estava composto pelo 94,95 % brancos, o 1,21 % eram afroamericanos, o 0,25 % eram amerindios, o 0,71 % eram asiáticos, o 1,06 % eram de outras raças e o 1,82 % eram de uma mistura de raças. Do total da população o 2,42 % eram hispanos ou latinos de qualquer raça.